# François van Aerssen
François van Aerssen (parfois Francis van Aarssens), (né à Bruxelles le 27 septembre 1572, mort à La Haye le 27 décembre 1641).

## Biographie
Fils de Corneille van Aarsen, la réputation de son père lui ouvrit de bonne heure le chemin des hauts emplois dans sa patrie. Il fut successivement ambassadeur des États généraux des Provinces-Unies en France, à Venise et en Angleterre.
Ce fut d'après ses conseils qu'eut lieu le synode de Dordrecht, où Johan van Oldenbarnevelt et les autres adversaires du prince Maurice de Nassau furent condamnés. La conduite de François van Aerssen, en cette occasion, ne fut pas moins odieuse que celle de son père. Richelieu, avec qui, dans le cours de ses négociations de 1627, il s'est fréquemment trouvé en contact, faisait un grand cas de son habileté comme homme politique.

## Sources
1. ↑  Biographie universelle, ou Dictionnaire historique contenant la nécrologie des hommes célèbres de tous les pays. 1. AA-CHA / par une société de gens de lettres, sous la dir. de M. Weiss,..., 1841 (lire en ligne)

- « François van Aarsen », Charles Weiss, Biographie universelle, ou Dictionnaire historique contenant la nécrologie des hommes célèbres de tous les pays, 1841 [détail des éditions].

- Notices d'autorité :   - VIAF
  - ISNI
  - BnF (données)
  - IdRef
  - LCCN
  - GND
  - Italie
  - Belgique
  - Pays-Bas
  - Pologne
  - NUKAT
  - Vatican
  - Tchéquie
  - WorldCat